# Vitomirica
Vitomirica (albanisch auch Vitomiricë, serbisch-kyrillisch Витомирица ) ist ein Ort der Gemeinde Peja im Kosovo. Er grenzt nahtlos an den nordöstlichen Stadtrand von Peja und ist mit über 5400 Einwohnern die zweitgrößte Ortschaft der Gemeinde.
Die Einwohnerzahl beträgt gemäß der letzten 2011 durchgeführten Volkszählung 5409. Von ihnen waren 2904 (53,69 %) Albaner, 2027 (37,48 %) Bosniaken, 443 (8,19 %) Roma/Aschkali/Balkan-Ägypter und 27 andere (0,50 %)
| Volkszählung | 1948 | 1953 | 1961 | 1971 | 1981 | 1991 | 2011 |
| ------------ | ---- | ---- | ---- | ---- | ---- | ---- | ---- |
| Einwohner    | 1632 | 1930 | 2968 | 4248 | 5797 | 6384 | 5409 |